# 菊池康雄
菊池康雄（きくち やすお、1942年（昭和17年）3月16日 - ）は日本の実業家、銀行家。栃木銀行の代表取締役頭取や第二地方銀行協会会長などを務めた。

## 来歴・人物
栃木県出身で日本大学法学部卒。1965年に栃木相互銀行（現在の栃木銀行）に入行し、戸祭支店や東京支店などの支店長や経営企画部長を歴任し、1998年に同行取締役に就任する。常務、専務を経て、2005年に代表取締役副頭取、2009年に代表取締役頭取に就任した。
2013年に簗瀬悠紀夫の後任として栃木銀行では初の第二地方銀行協会会長に就任し、2015年まで務めた。
2016年に栃木銀行頭取を黒本淳之介に譲って代表取締役会長に就任し、2018年に退任した。
2017年旭日中綬章受章。

## 参考資料
- “第114期有価証券報告書” (PDF).   栃木銀行 (2017年6月29日). 2019年5月19日閲覧。

| ビジネス        | ビジネス                              | ビジネス        |
| --------------- | ------------------------------------- | --------------- |
| 先代 小林辰興   | 栃木銀行頭取 ：2009年 -2018年         | 次代 黒本淳之介 |
| 先代 簗瀬悠紀夫 | 第二地方銀行協会会長 ：2013年 -2015年 | 次代 石井純二   |